# Diana Green
Diana Green es una historietista estadounidense. Es conocida por su primera tira cómica Tranny Towers y es una de las primeras dibujantes transgénero en incluir personajes abiertamente transgénero en sus cómics. A lo largo de su carrera, ha contribuido a diversas publicaciones LGBTQ, como Gay Comix y "Omaha" the Cat Dancer, además de publicar sus propios trabajos.

## Vida personal
Green pasó sus primeros años de infancia en Nuevo México. Sus padres estaban ambos en la Fuerza Aérea de los Estados Unidos, por lo que Green se mudó en numerosas ocasiones antes de establecerse en Minneapolis, Minnesota. Diana Green se declaró transgénero en 1985 y se sometió a una cirugía de afirmación de género un par de años después. Es una abierta activista a favor de las cirugías financiadas por el estado. Es una defensora de las víctimas del SIDA, ilustra y diseña para el Proyecto SIDA de Minnesota, y dona a caridades y organizaciones benéficas LGBTQ+.

## Educación
Diana Green recibió una licenciatura en Ilustración de cómics del Minneapolis College of Art & Design (MCAD). Se le atribuye ser la primera mujer trans en obtener esta licenciatura. Tiene una Maestría en Estudios Liberales de la Universidad de Hamline, con especialización en no ficción creativa y escritura de guiones.

## Carrera y trabajos

### Obras destacadas
Green hizo su debut en el cómic en 1993 con la publicación de "Little Athena in Genderland" en el número 18 de Gay Comix. Se reconoce como una de las primeras formas de representación transgénero en los cómics LGBT y aborda cuestiones de dismorfia corporal, normas de género y alienación.
Tranny Towers, su primera tira cómica recurrente, se publicó en la revista Lavender en los años 1994 a 1995. Fue visto como un trabajo histórico como uno de los primeros cómics transgénero autoidentificados. Esta tira mostró algunos de los primeros personajes explícitamente transgénero en los cómics.
Green hizo una pasantía para Reed Waller y colaboró en el popular cómic erótico "Omaha" the Cat Dancer. Su trabajo se puede ver en los números 13 y 14.
Diana Green también fue caricaturista de la revista TransSisters entre 1994 y 1996. Creada por Davina Gabriel, TransSisters sirvió como una "Revista de feminismo transexual". La revista incluía debates sobre la teoría transgénero, cuestiones sociopolíticas relacionadas con la comunidad transgénero, entrevistas con mujeres queer y varios cómics e ilustraciones breves. Diana Green trabajó en colaboración con otras artistas y escritoras, como Alison Bechdel, Leslie Feinberg y Rachel Pollack.
En 1999, Green publicó por su cuenta Speedy Ricuverri and his All-Girl Orchestra, un cómic que vendió casi todas sus copias. En 2006, publicó por su cuenta otro cómic titulado The Street Giveth and the Street Taketh Away.

### Enseñanza y publicaciones académicas
Diana Green ha sido profesora adjunta en MCAD desde 2006. Imparte cursos de estudio sobre creación y escritura de cómics, ilustración, animación y dibujo avanzado. También imparte cursos de artes liberales, incluida la historia del cómic, el cómic underground y la historia del cine. También ha impartido cursos de creación de cómics a nivel de escuela primaria y secundaria en el Centro Comunitario Aldrich. Además de su labor docente, Green ha sido coordinadora de conferencias y directora de educación en MCAD.
Diana Green ha contribuido con trabajos escritos en muchos libros y publicaciones sobre la historia del cómic y los cómics queer. Algunas de sus contribuciones incluyen:
- Duncan, Randy, et al. The Power of Comics: History, Form, and Culture. Bloomsbury Academic, 2019.

- York, Chris. Comic Books and the Cold War: 1946-1962 ; Essays on Graphic Treatment of Communism, the Code and Social Concerns. McFarland, 2012.

- Clanton, Dan W. The End Will Be Graphic: Apocalyptic in Comic Books and Graphic Novels. Sheffield Phoenix Press, 2012.

- Duncan, Randy, y Matthew J. Smith. Icons of the American Comic Book: From Captain America to Wonder Woman. Greenwood, 2013.

### Trabajo actual
Diana Green está trabajando actualmente para convertir las historias de Tranny Towers en una novela gráfica titulada TransScending. Green también está en el proceso de publicar una memoria gráfica llamada Sharp Invitations, que publica semanalmente en breves ilustraciones de una página en su blog y su cuenta de Twitter, acompañadas de un análisis personal de la obra.
Green terminó recientemente el guion de su película, Private Myths, que se centra en las relaciones lésbicas.
Diana Green muestra sus ilustraciones y nuevos trabajos en exhibiciones de arte, principalmente las que se llevan a cabo en MCAD, además de publicarlas en sus cuentas de redes sociales.